# Пишин (Пакистан)
Пишин (англ. Pishin) — город в провинции Белуджистан, Пакистан. Расположен в одноимённом округе. Население — 20 825 чел. (на 2010 год).

## Географическое положение
Пишин находится на высоте 1555 метров над уровнем моря.

## Демография
| 1998   | 2010   |
| ------ | ------ |
| 20 479 | 20 825 |